# Ogrody Szalimar
Ogrody Szalimar (urdu شالامار باغ, Śalamar Bag, ang. Shalamar Gardens) – kompleks ogrodowy w Lahaurze, stolicy prowincji Pendżab w Pakistanie. Ogrody utworzono w stylu perskim w latach 1641–1642, za panowania władcy Imperium Mogołów Szahdżahana (na którego rozkaz wzniesiono również Tadź Mahal). W 1981 roku Ogrody Szalimar zostały wpisane na Listę Światowego Dziedzictwa UNESCO.

## Historia
Ogrody Szalimar w Lahaurze zostały utworzone przez rodzinę królewską przede wszystkim jako miejsce do przyjmowania gości, chociaż duża ich część była otwarta dla ogółu społeczeństwa. Budowa ogrodów rozpoczęła się 12 czerwca 1641 roku i trwała 1 rok, 5 miesięcy i 4 dni. Projektem zarządzał Khalilullah Khan, notabl z dworu Szahdżahana, który współpracował z Mulla Alaul Maulk Tuni. Ali Mardan Khan zbudował kanał o długości 100 mil doprowadzający wodę do ogrodów.
W czasach państwa Sikhów ogrody zostały ograbione ze znacznej części marmurów, które następnie użyto do dekoracji Złotej Świątyni i pałacu Ram Bagh w Amritsarze, natomiast kosztowny agatowy pawilon został rozebrany i sprzedany.
W 1981 roku Ogrody Szalimar razem z fortem Lahaur wpisano na Listę Światowego Dziedzictwa UNESCO.

## Opis
Plan Ogrodów Szalimar opiera się na kształcie prostokąta leżącego wzdłuż osi północ-południe. Mają one wielkość 658 na 258 metrów i zajmują powierzchnię 16 hektarów. Ogrody leżą na trzech tarasach, przy czym każdy poziom tarasu leży o 4–5 metrów wyżej od poprzedniego. Pierwszy i trzeci taras mają kształt kwadratów, natomiast drugi taras jest wąskim prostokątem.
Główne wejście do ogrodów znajdowało się na najniższym tarasie (Hayat Bakshi), który był otwarty dla szlachty, a czasem dla reszty społeczeństwa. Środkowy taras (Faiz Bakhsh) był ogrodem cesarza i w nim znajdowały się wyszukane instalacje wodne. Z kolei najwyższy taras (Farah Baksh) był zarezerwowany dla haremu cesarza.
W Ogrodach Szalimar umieszczono 410 wodotrysków, z których woda wypływa do szerokich marmurowych basenów. Rozmieszczenie wodotrysków jest następujące: 105 na najwyższym poziomie, 152 na środkowym i 153 na najniższym. W ogrodach znajduje się 5 kaskad wodnych.